# Bronisław Białobłocki
Bronisław Białobłocki (Minsk, 1861 – Varsavia, 14 aprile 1888) è stato un critico letterario e giornalista polacco.

## Biografia
Proveniva da una piccola famiglia nobile calvinista dalle vicinanze di Minsk. Negli anni 1878-1882 studiò legge a San Pietroburgo, e frequentò l'Accademia di Belle Arti. Durante questo periodo, prese contatto con Narodnaja Wola. Nel 1882 si trasferì a Varsavia, dove si unì a un gruppo di cosiddetti "Krusińszczyków" (giovani socialisti riuniti attorno a Stanisław Krusiński). Pubblicò articoli principalmente su "Przeglqd Tygodniowy" nel 1883-1885. Morì di tubercolosi.
Białobłocki fu uno dei pionieri della critica socialista. Da questo punto, valutò la scrittura, di Maria Konopnicka e Eliza Orzeszkowa, così come i realisti russi.